# Język bena
Język bena – język z rodziny bantu, używany w Tanzanii. W 1972 roku liczba mówiących wynosiła ok. 150 tys.